# Rhyticeros plicatus

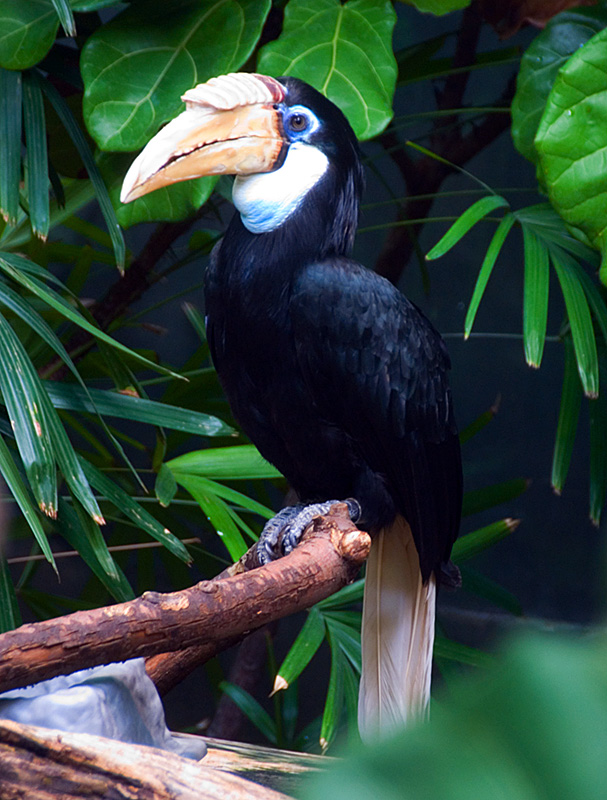
Una femmina adulta.

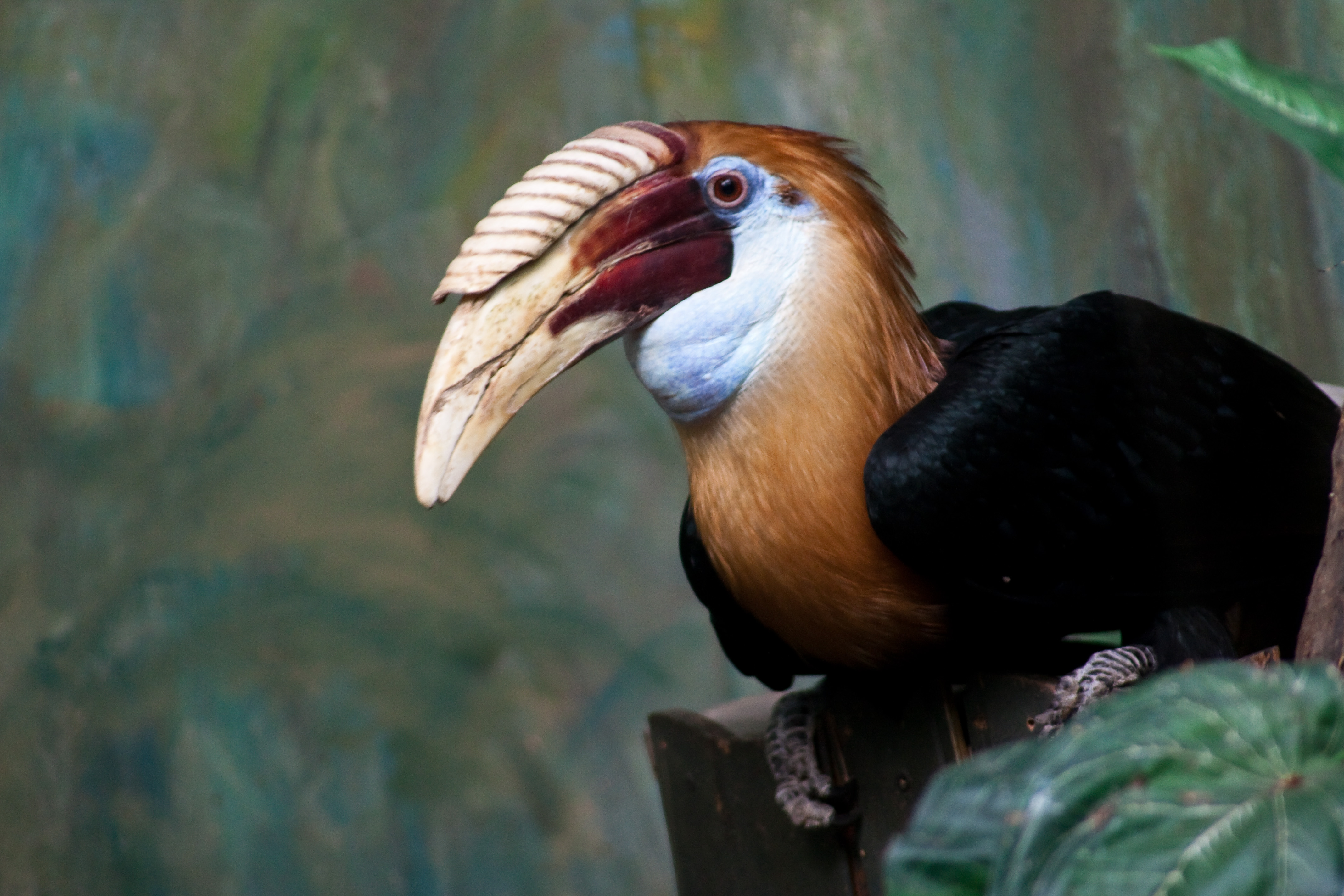
Un maschio adulto.

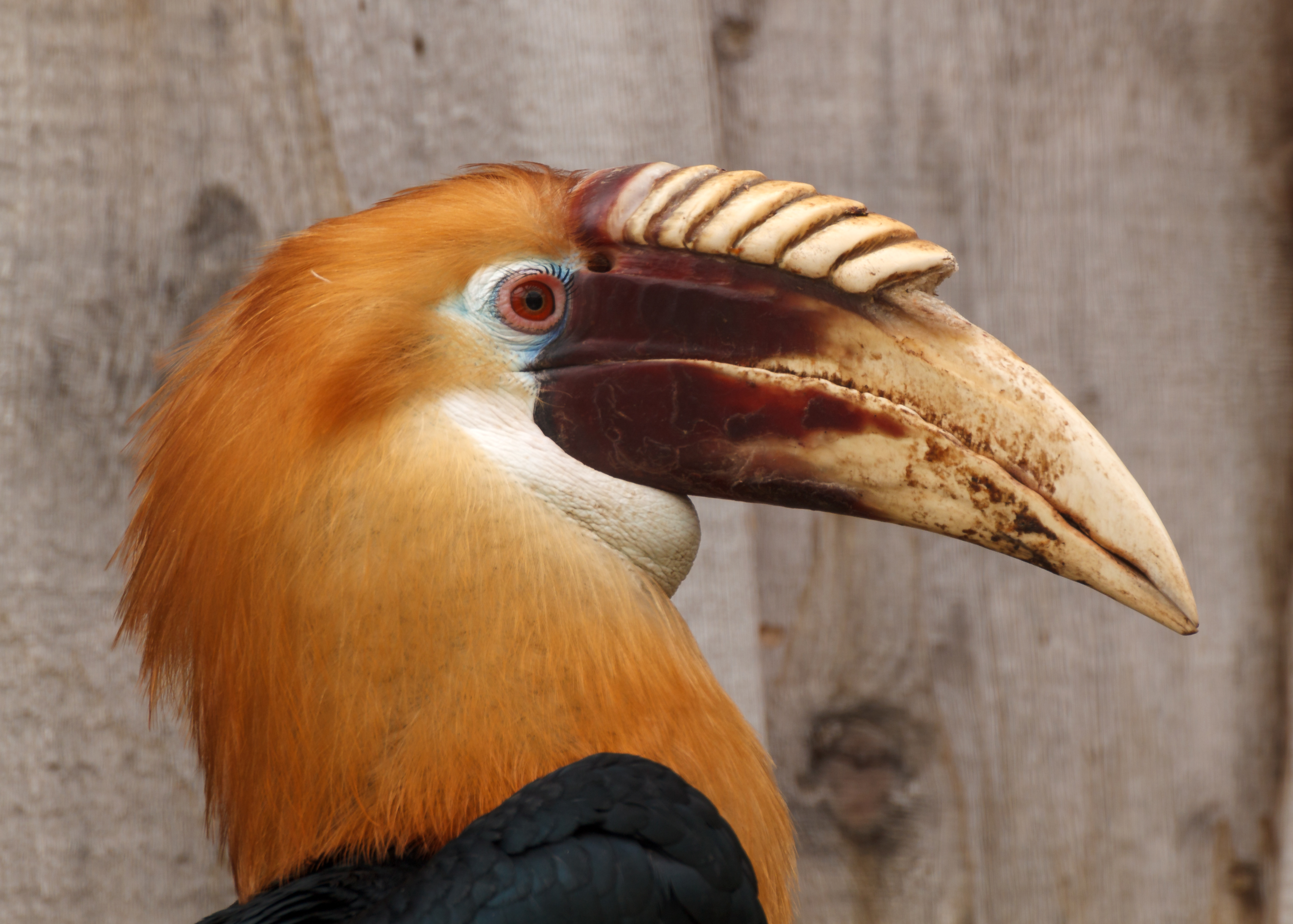
Primo piano del maschio.

Il bucero di Blyth (Rhyticeros plicatus (J. R. Forster, 1781)) è un uccello della famiglia dei Bucerotidi originario dell'Asia meridionale. Ne vengono riconosciute varie sottospecie, da alcuni autori considerati semplici forme insulari. Come tutti i buceri, nidifica nelle cavità degli alberi.
Nel 2016 il bucero di Blyth è stato valutato dalla Lista Rossa delle specie minacciate della IUCN come «specie a rischio minimo» (Least Concern).

## Descrizione
Il bucero di Blyth raggiunge una lunghezza corporea compresa tra 60 e 65 centimetri. Nel maschio il becco misura tra 18,3 e 24 centimetri, mentre nella femmina è più piccolo, misurando tra 15 e 16,8 centimetri. Il peso varia tra 1500 e 2000 grammi. Il dimorfismo sessuale è relativamente marcato per un bucero.

### Maschio
Il collo e la testa del maschio sono di colore bruno-rossastro, ma a seconda della sottospecie o forma insulare il colore varia dal giallo miele al rosso-arancio intenso. Le piume che ricoprono il corpo e le ali sono nere; il piumaggio della parte superiore del corpo presenta dei riflessi di colore verde metallico. La coda è bianca. Il becco è giallo pallido con la base di colore rosso-brunastro scuro. Rosso-brunastro scuro è anche il casco, che presenta profonde ondulazioni sulla parte superiore. La pelle nuda intorno all'occhio è di colore azzurro pallido, le palpebre sono color carne. La gola nuda è bianca con una sfumatura bluastra, gli occhi sono di colore da rosso a rosso-brunastro, i piedi e le zampe sono neri.

### Femmina e giovane
Le femmine adulte sono più piccole dei maschi e hanno anche la testa e il collo ricoperte di piumaggio nero. Gli occhi sono marroni, e non rossi o rosso-brunastri come nel maschio.
Negli esemplari giovani entrambi i sessi presentano inizialmente un piumaggio che ricorda quello del maschio. Nelle femmine adolescenti, in seguito, le piume di collo e testa vengono rimpiazzate da piume scure, diventando come quelle delle femmine adulte.
I giovani hanno inoltre il becco più piccolo e il casco appena abbozzato. Il becco è giallo pallido con la base marrone. La pelle nuda del viso è blu pallido, gli occhi sono di colore grigio-brunastro.

### Variabilità delle forme insulari
Il bucero di Blyth vive in Nuova Guinea e in numerose isole ad ovest e ad est di essa. Le singole popolazioni insulari differiscono l'una dall'altra per quanto riguarda le dimensioni corporee e la colorazione del piumaggio della testa e del collo nel maschio. In linea generale, le forme con la testa e il collo di colore rosso-brunastro scuro si incontrano nella parte occidentale dell'areale e quelle di maggiori dimensioni nella parte orientale. Presso queste ultime i maschi presentano testa e collo di colore molto più chiaro, giallo miele.
In passato i tassonomisti riconoscevano le seguenti sottospecie:
- R. p. plicatus (Forster, 1781) - La forma nominale, presente a Seram e Ambon. Il maschio ha il collo e la testa di colore rosso-brunastro intenso.
- R. p. ruficollis (Vieillot, 1816) - Nuova Guinea occidentale e isole vicine (Morotai, Halmahera, Bacan, Kasiruta, isole Obi, Misool, Salawati, Batanta, Gam e Waigeo). La testa e il collo del maschio sono di un rosso-brunastro dorato.
- R. p. jungei Mayr, 1937 - Nuova Guinea orientale. La testa e il collo del maschio sono di colore rosso-dorato.
- R. p. dampieri Mayr, 1934 - Isole dell'arcipelago Bismarck. La testa e il collo del maschio sono di colore giallastro.
- R. p. harterti Mayr, 1934 - Isole Salomone occidentali (Buka, Bougainville, Fauro e Shorland). La testa e il collo del maschio sono di colore giallo dorato.
- R. p. mendanae Hartert, 1924 - Isole Salomone meridionali (Choiseul, Vangunu, Malaita e Guadalcanal). La testa e il collo del maschio sono di colore giallo oro intenso.

Attualmente, però, la maggior parte degli studiosi ritiene le differenze tra le varie forme semplici variazioni clinali e considera pertanto la specie monotipica.

## Biologia
Il bucero di Blyth vive da solo, in coppia o in piccoli gruppi. A volte, tuttavia, è possibile osservare diverse centinaia di esemplari di questa specie che riposano in dormitori notturni collettivi e, nelle prime ore del mattino, si può di tanto in tanto vedere fino a 45 individui che lasciano insieme questi luoghi di riposo.
Il bucero di Blyth si nutre principalmente di frutta, ma è stato anche visto catturare dei granchi su una spiaggia.
La biologia riproduttiva di questa specie non è ancora stata studiata in modo esaustivo. Comunque, come gli altri buceri, nidifica anch'essa nelle cavità degli alberi.

## Distribuzione e habitat
Il bucero di Blyth è originario della parte orientale dell'Indonesia. Il suo areale comprende ad ovest 24 isole delle Molucche e prosegue ad est attraverso la Nuova Guinea fino all'arcipelago Bismarck e alle isole Salomone.
Vive nelle foreste sempreverdi primarie e secondarie. Predilige le foreste di pianura ma occasionalmente è stato trovato anche ad altitudini di 1500 metri. In alcune parti del suo areale è ancora relativamente comune. In Nuova Guinea, invece, è divenuto piuttosto raro. È infatti oggetto di una caccia spietata, specialmente nella parte orientale della Papua Nuova Guinea, e probabilmente è scomparso nelle aree deforestate dell'isola di Ambon.

## Rapporti con l'uomo

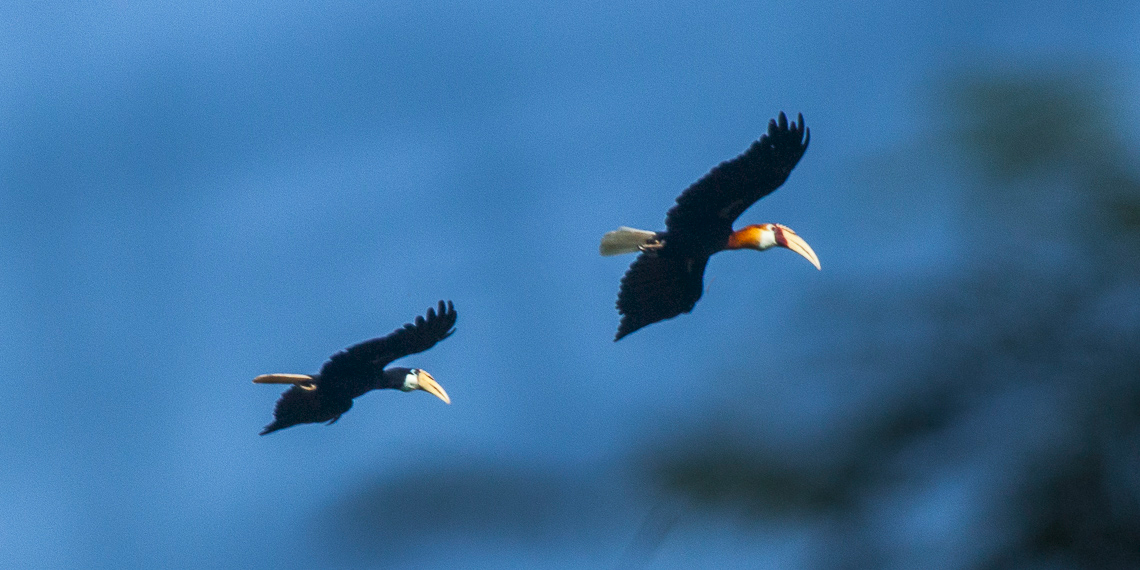
Coppia di buceri di Blyth ad Halmahera.

Il bucero di Blyth svolge un ruolo importante nei rituali tradizionali degli Iatmul, ma anche di altri gruppi etnici della Papua Nuova Guinea. Gli Iatmul sono uno dei gruppi etnici principali della Papua Nuova Guinea. La loro area di insediamento è situata lungo il corso medio del Sepik. Raffigurazioni scolpite della testa e del becco di questo bucero ornano spesso gli altari domestici o la linea di colmo dei tetti. Alcuni uomini usano persino il becco di questo animale come astuccio penico. La mandibola inferiore, particolarmente affilata, veniva usata anche come punta per le lance.
Il bucero di Blyth viene anche venerato dai cacciatori locali perché si dice che sia in grado, tra le altre cose, di tagliare la testa dei piccioni frugivori. Esso viene cacciato come cibo e come trofeo. Il cranio di questo volatile viene spesso indossato come ornamento e l'uccisione di un esemplare è stata a lungo considerata paragonabile all'uccisione di un nemico e svolgeva un ruolo simile nei rituali di iniziazione maschili.